# O agente secreto
O agente secreto è un film del 2025 scritto e diretto da Kleber Mendonça Filho, con protagonista Wagner Moura. Ha concorso al 78º Festival di Cannes, dove Moura ha vinto il premio per il miglior attore e Mendonça Filho quello per la miglior regia.

## Trama
Nel 1977, durante la dittatura militare, Marcelo, un ingegnere di mezz'età, viaggia a Recife in occasione del carnevale, apparentemente per rivedere il figlio. Ma, una volta lì, si accorge di essere stato seguito.

## Distribuzione
Il film è stato presentato in anteprima il 18 maggio 2025 al 78º Festival di Cannes.  Sarà distribuito in Italia da Minerva Pictures.

## Critica
Il film in Italia ha avuto un'accoglienza critica generalmente positiva. Sul Corriere della Sera, Paolo Mereghetti assegna al lungometraggio un voto di 7,5, con la motivazione che il regista vuole "trasmettere il senso di insicurezza che si respirava quando l’illegalità diffusa si era impossessata del Brasile. Ieri ma forse anche oggi", mentre il Sergio Sozzo su Sentieri selvaggi scrive che il film "solo in apparenza potrebbe sembrare un divertissement vintage, ma tra le righe della storia del Brasile parla invece la lingua delle idiosincrasie del nostro tempo".

## Riconoscimenti
- 2025 – Festival di Cannes[5][6]
  - Prix de la mise en scène a Kleber Mendonça Filho
  - Prix d'interprétation masculine a Wagner Moura
  - Premio FIPRESCI
  - In concorso per la Palma d'oro